# Lasfaillades
Lasfaillades (okzitanisch: Las Falhadas) ist eine südfranzösische Gemeinde mit 88 Einwohnern (Stand: 1. Januar 2022) in der weiteren Umgebung von Albi im Département Tarn in der Region Okzitanien (vor 2016: Midi-Pyrénées). Die Gemeinde gehört zum Arrondissement Castres und zum Kanton Les Hautes Terres d’Oc (bis 2015: Kanton Anglès).

## Lage
Lasfaillades liegt in der Kulturlandschaft des Albigeois nur ca. 70 km (Fahrtstrecke) südöstlich von Albi in den südwestlichen Ausläufern der Cevennen. Umgeben wird Lasfaillades von den Nachbargemeinden Le Bez im Norden, Brassac im Nordosten, Anglès im Osten, Le Vintrou im Süden und Südwesten, Le Rialet im Westen sowie Cambounès im Nordwesten.

## Bevölkerungsentwicklung
| Jahr                      | 1962 | 1968 | 1975 | 1982 | 1990 | 1999 | 2006 | 2013 |
| Einwohner                 | 119  | 101  | 87   | 73   | 80   | 84   | 71   | 80   |
| Quelle: Cassini und INSEE |      |      |      |      |      |      |      |      |

## Sehenswürdigkeiten
- Kirche von Bouisset
- Statuenmenhir du Bouscadié